# Federazione cestistica del Sudafrica
La Federazione cestistica del Sudafrica è l'ente che controlla e organizza la pallacanestro in Sudafrica.
La federazione controlla inoltre la nazionale di pallacanestro del Sudafrica e ha sede a Springfield.
È affiliata alla FIBA dal 1992 e organizza il campionato di pallacanestro del Sudafrica.